# Maciej Mączyński (matematyk)
Maciej Jan Mączyński (ur. 19 kwietnia 1937 w Siedliskach, zm. 24 kwietnia 2022) – polski profesor nauk matematycznych.

## Życiorys
W 1959 ukończył studia matematyczne w Politechnice Warszawskiej. Obronił pracę doktorską na tej uczelni w 1966, w 1971 uzyskał stopień doktora habilitowanego na Uniwersytecie Warszawskim. 7 lipca 1977 nadano mu tytuł profesora w zakresie nauk matematycznych.
Został zatrudniony na stanowisku profesora zwyczajnego w Instytucie Matematyki na Wydziale Matematyki i Informatyki Uniwersytetu w Białymstoku, oraz na Wydziale Matematyki i Nauk Informacyjnych Politechniki Warszawskiej. W latach 1981–1987 był dyrektorem Instytutu Matematyki Politechniki Warszawskiej, w latach 1996–2000 prodziekanem ds. naukowych Wydziału Matematyki i Nauk Informacyjnych Politechniki, kierował też Zakładem Algebry i Kombinatoryki na tymże Wydziale. 
Był członkiem Komitetu Matematyki na III Wydziale - Nauk Matematycznych, Fizycznych i Chemicznych Polskiej Akademii Nauk.
Zmarł 24 kwietnia 2022.